# Nyjah Huston
Nyjah Huston (Davis, Califórnia, 30 de novembro de 1994) é um skatista profissional estadunidense. Um dos mais vitoriosos da atualidade: É o maior campeão da Street League Skateboarding (SLS), possui sete medalhas de ouro nos X Games, um título no tradicional campeonato de Tampa e uma medalha de bronze nos Jogos Olímpicos.

## X Games
Conquistou sete medalhas de ouro, duas de prata e uma de bronze. O americano encontra-se invicto no SKB Street, desde 2013. 
| Evento                     | Competição      | #    |
| X Games Shanghai 2019      | SKB Street      | 1.º  |
| -------------------------- | --------------- | ---- |
| World of X Game of Skate   | SKB Game of SK8 | 3.º  |
| X Games Austin 2015        | SKB Street      | 1.º  |
| X Games Austin 2014        | SKB Street      | 1.º  |
| X Games Los Angeles 2013   | SKB Street      | 1.º  |
| X Games Barcelona 2013     | SKB Street      | 1.º  |
| X Games Foz do Iguaçu 2013 | SKB Street      | 1.º  |
| X Games Los Angeles 2012   | SKB Real Street | 1.º  |
| X Games Los Angeles 2012   | SKB Street      | 3.º  |
| X Games 2011               | SKB Street      | 1.º  |
| X Games 2010               | SKB Street      | 2.º  |
| X Games 2009               | SKB Street      | 2.º  |
| X Games 2008               | SKB Street      | 8.º  |
| X Games 2007               | SKB Street      | 11.º |
| X Games 2006               | SKB Street      | 8.º  |

## Street League Skateboarding
Nyjah venceu sua primeira Street League aos 15 anos, na sua estréia como skatista profissional. Hoje é o atleta mais vitorioso da SLS, com 3 conquistas consecutivas (2012-2014). Na última edição, desbancado pelo brasileiro Luan de Oliveira, ficou em segundo lugar.